# سبيل كيكيلي
سبيل كيكيلي هي ممثلة ألمانية من أصل تركي ولدت في يوم 16 يونيو 1980 في مدينة هايلبرون في ألمانيا، إشتهرت بعد تمثيلها في فيلم مباشرةً الألماني التركي، عملت كممثلة إباحية سابقاً، كما مثلت في مسلسل صراع العروش.
نشأت سبيل كيكيلي كمسلمة، لكنها لم تعد تنتمي إلى أي دين، ورغم أنها صرحت بأنها تحترم جميع الأديان، فقد انتقدت سوء المعاملة الجسدية للمرأة في الإسلام.

## الأعمال

### أفلام
- يونان (2025)

## وصلات خارجية
- سبيل كيكيلي على موقع IMDb (الإنجليزية)
- سبيل كيكيلي على موقع روتن توميتوز (الإنجليزية)
- سبيل كيكيلي على موقع مونزينجر (الألمانية)
- سبيل كيكيلي على موقع قاعدة بيانات الأفلام العربية
- سبيل كيكيلي على موقع ألو سيني (الفرنسية)
- سبيل كيكيلي على موقع ميوزك برينز (الإنجليزية)
- سبيل كيكيلي على موقع تيرنر كلاسيك موفيز (الإنجليزية)
- سبيل كيكيلي على موقع أول موفي (الإنجليزية)
- سبيل كيكيلي على موقع قاعدة بيانات الأفلام السويدية (السويدية)
- سبيل كيكيلي على موقع قاعدة بيانات الفيلم (الإنجليزية)
- سبيل كيكيلي على سينما دوت كوم
- سبيل كيكيلي على قاعدة بيانات الأفلام على الإنترنت